# Josef Stoffels

Kraftwerk Knepper, im Vordergrund Stoffels' Borgward

Josef Stoffels (* 27. April 1893 in Essen; † 1. September 1981 ebenda) war ein deutscher Industrie- und Dokumentarfotograf.

## Leben
Josef Stoffels war ausgebildeter Polsterer, bevor er in den 1910er Jahren als Amateur zur Fotografie gelangte. Dann machte er sich als freier Fotograf selbstständig.
1937 wurde er in der Graphischen Anstalt der Fried. Krupp AG als Industriefotograf angestellt. Zu seinen Auftraggebern zählten die Stahlindustrie, andere Wirtschaftsunternehmen sowie die britische Militärregierung. Erst 1948 legte er die Meisterprüfung als Fotograf an der Handwerkskammer Düsseldorf ab. Stoffels fotografierte vor allem in den 1950er Jahren nahezu alle 150 fördernden Klein- und Grosszechen im Ruhrgebiet sowie einige in anderen deutschen Regionen. Zu seinen Motiven zählten ferner Porträts von Militärangehörigen und das nach dem Zweiten Weltkrieg zerstörte und wieder aufgebaute Essen. Auf einigen Landschaftsansichten ist als wiederkehrendes Erkennungszeichen sein Borgward Isabella zu sehen.
Stoffels' Nachlass wird in der Fotografischen Sammlung des Ruhr Museums aufbewahrt und gilt als wichtiges Dokument der Industriefotografie der Nachkriegszeit.

## Fotografien

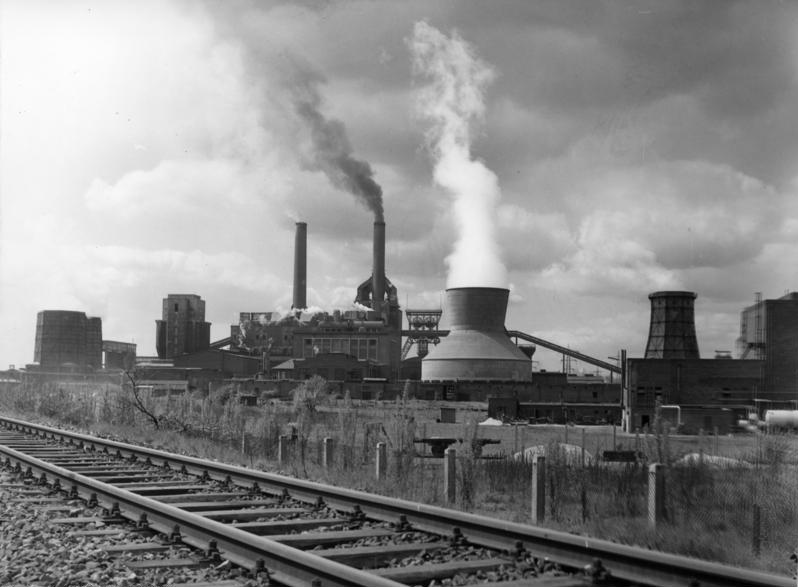
Schachtanlage Rheinpreußen 5/9, Utfort/Moers
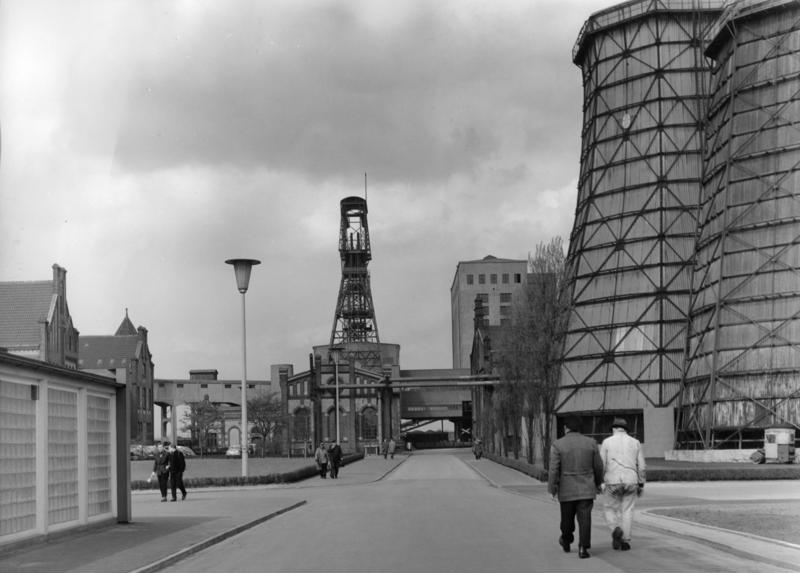
Zeche Friedrich der Große, Herne
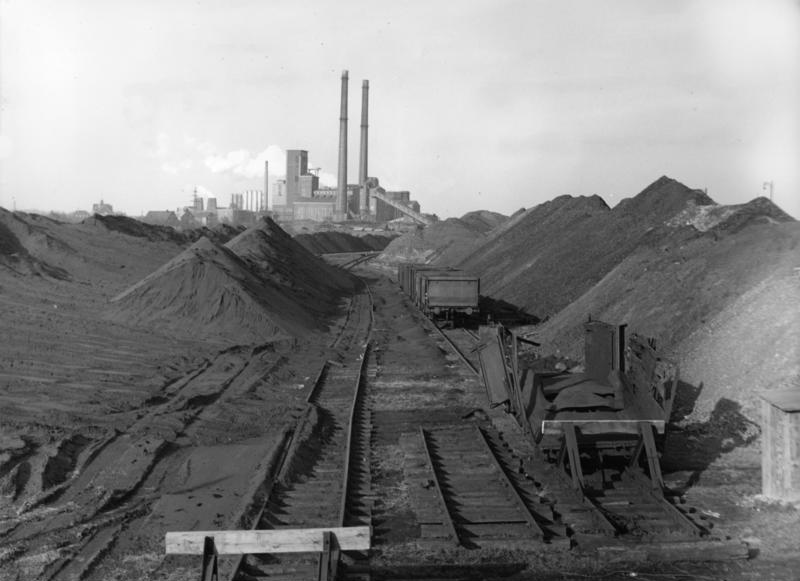
Zeche Königsborn, Bönen
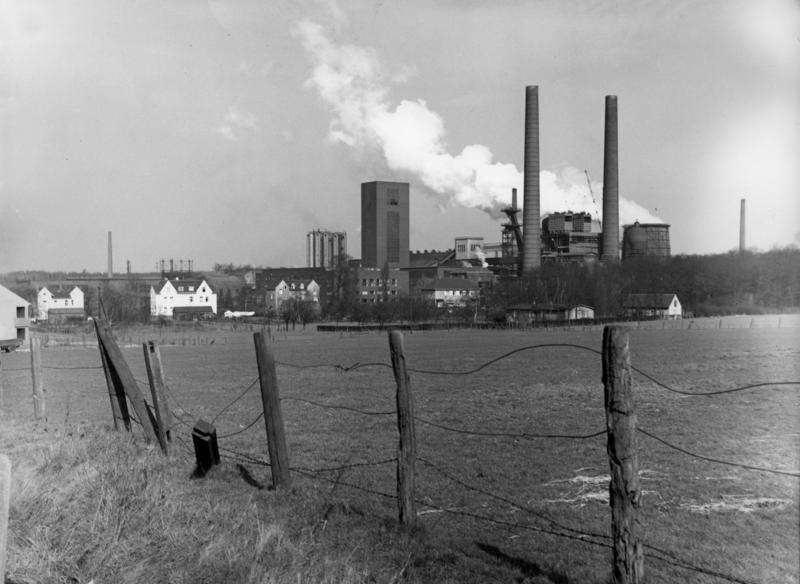
Zeche Grimberg I/II, Kamen
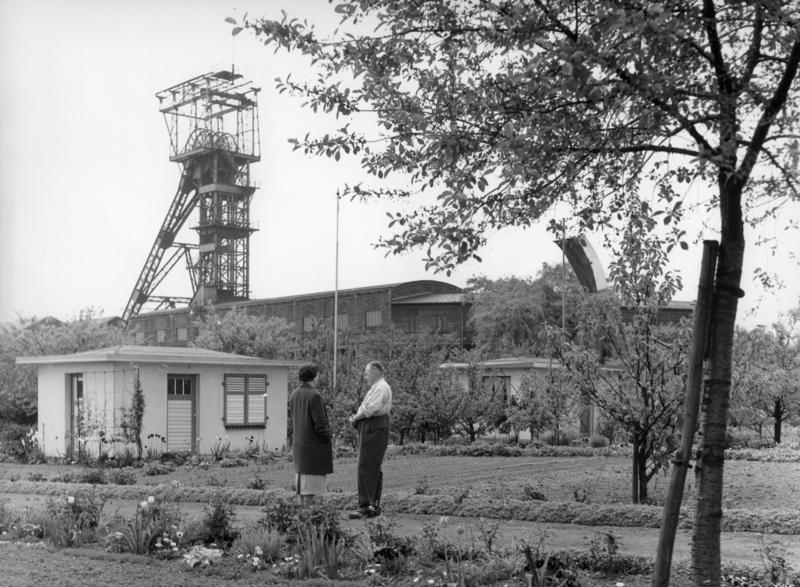
Zeche Dorstfeld 5/6, Dortmund
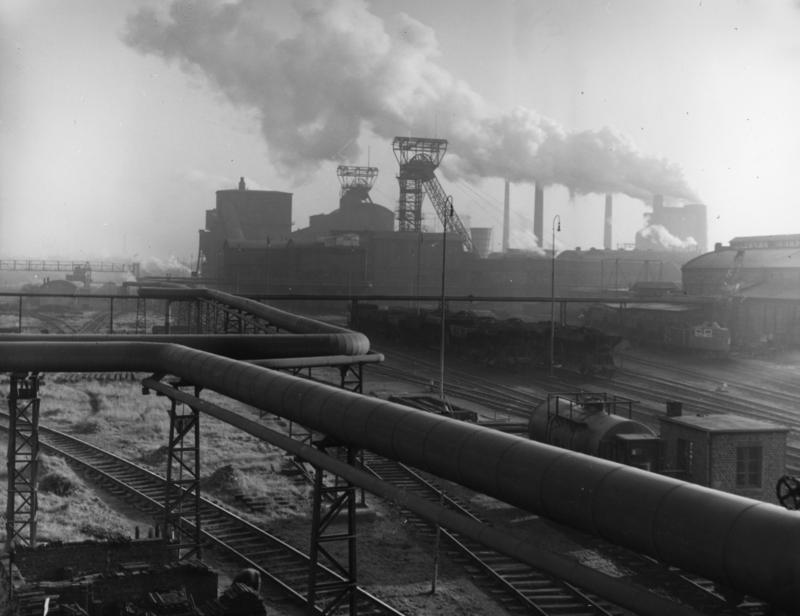
Zeche Concordia IV/V, Oberhausen
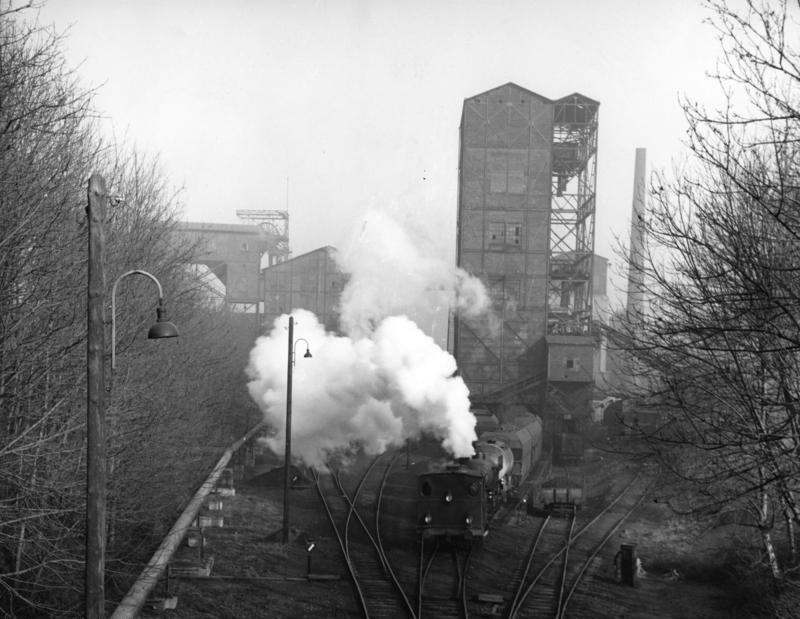
Zeche Constantin, Herne
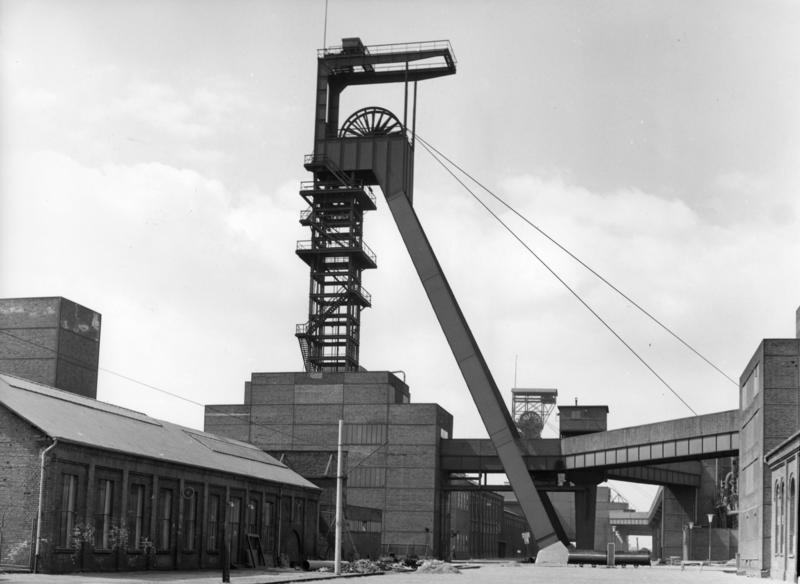
Zeche Friedrich Thyssen, Duisburg/Hamborn
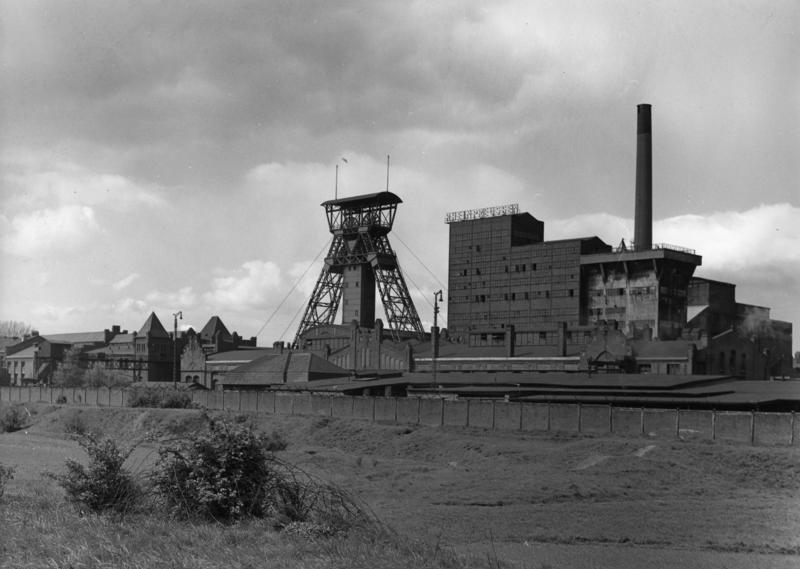
Zeche Rheinpreußen 4, Moers
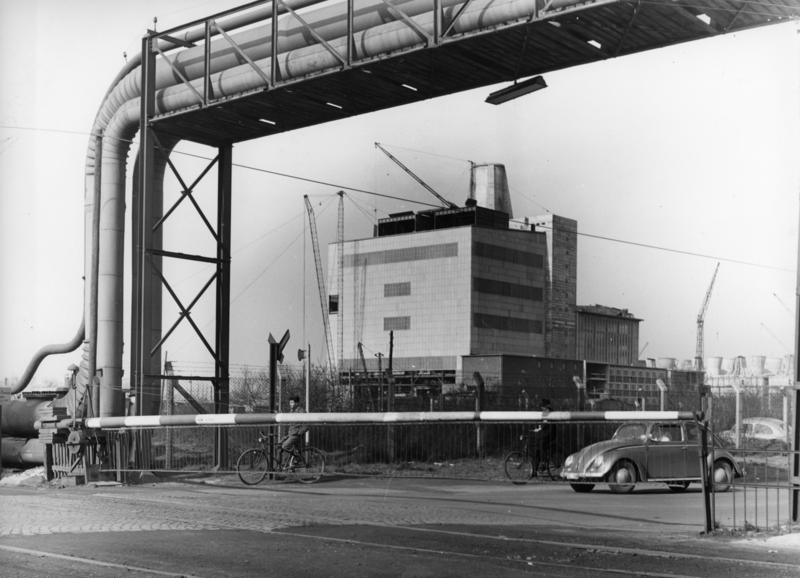
Zeche Westerholt, Herten
Zeche Bergmannsglück, Gelsenkirchen
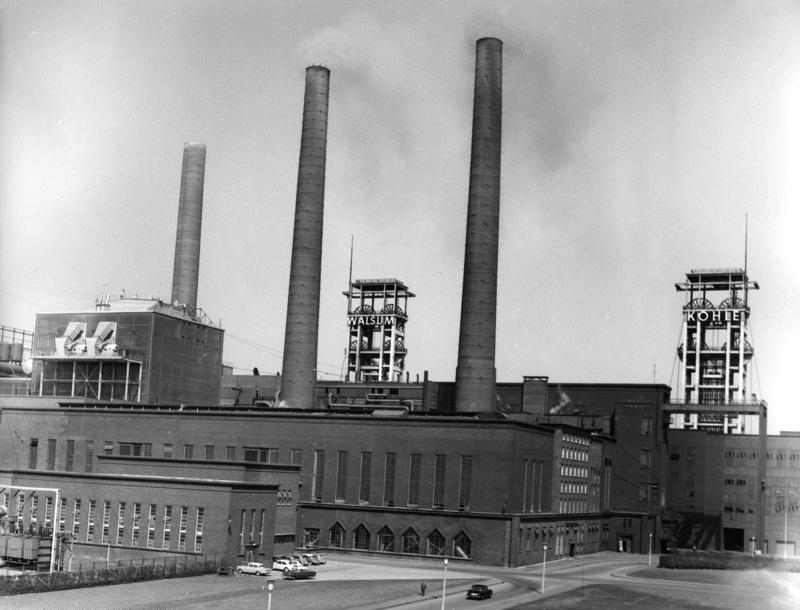
Zeche Walsum, Duisburg
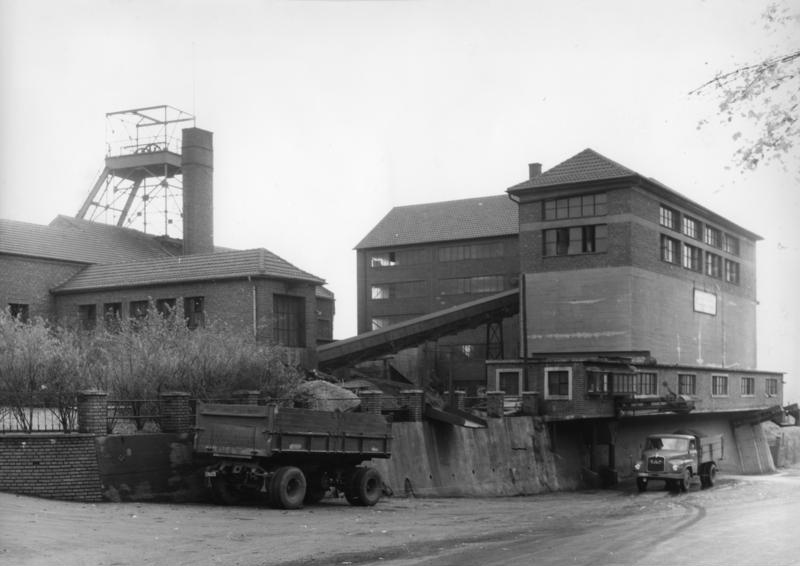
Zeche Aurora, Hattingen
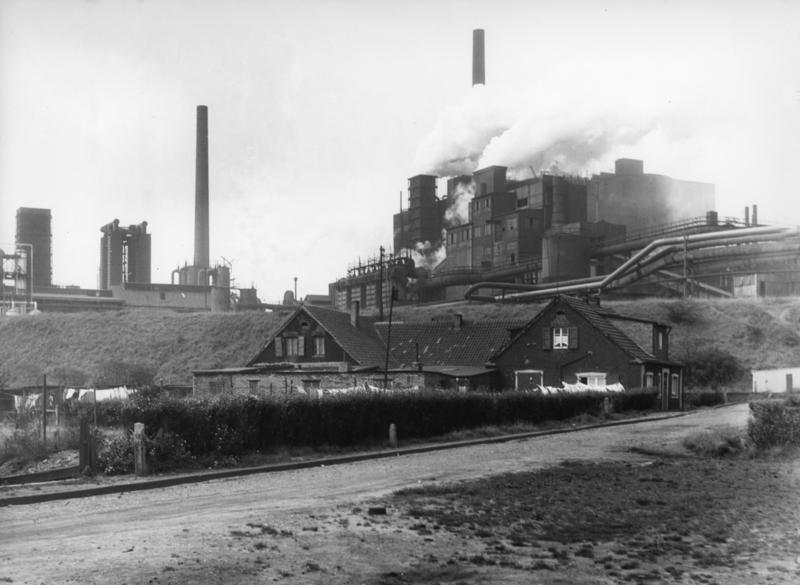
Zeche Osterfeld, Oberhausen-Osterfeld
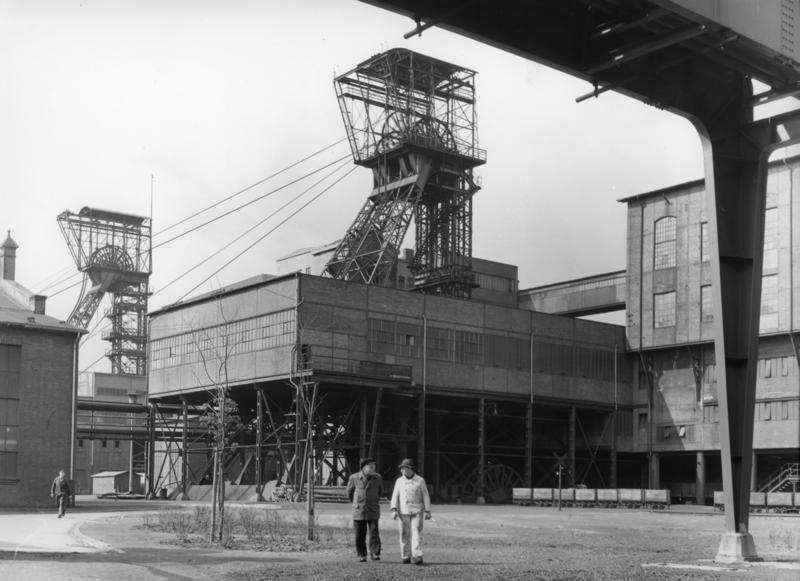
Zeche Friedrich der Große, Schächte 3/4, Herne, 1959
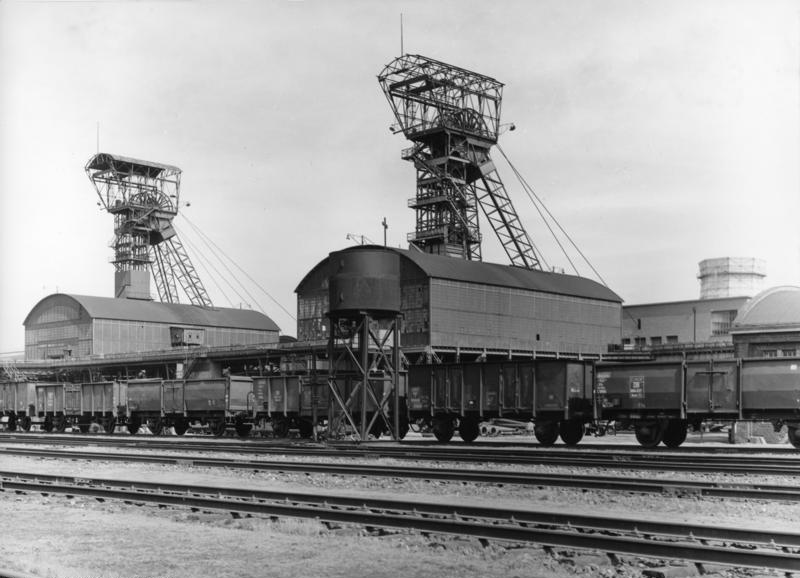
Zeche Westfalen, Ahlen
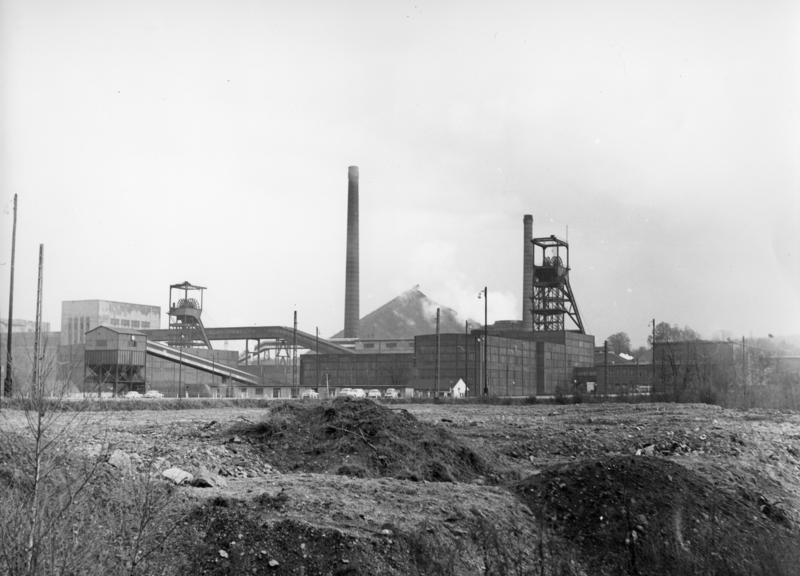
Grube Reden, Landsweiler-Reden

## Sonderausstellungen
- 2018: Josef Stoffels. Steinkohlenzechen. Fotografien aus dem Ruhrgebiet, Ruhr Museum, Essen.

## Veröffentlichungen
- 1959: Die Steinkohlenzechen. Ruhr, Aachen, Niedersachsen. Das Gesicht der Übertageanlagen in der zweiten Hälfte des 20. Jahrhunderts. Industriedruck Essen, 1959 – ausschließlich mit Schwarzweissfotografien.
- 1963: Essen: 30 Farbaufnahmen. Andermann Verlag, München; Bildunterschriften in de./en./fr./nl.